# Afterski

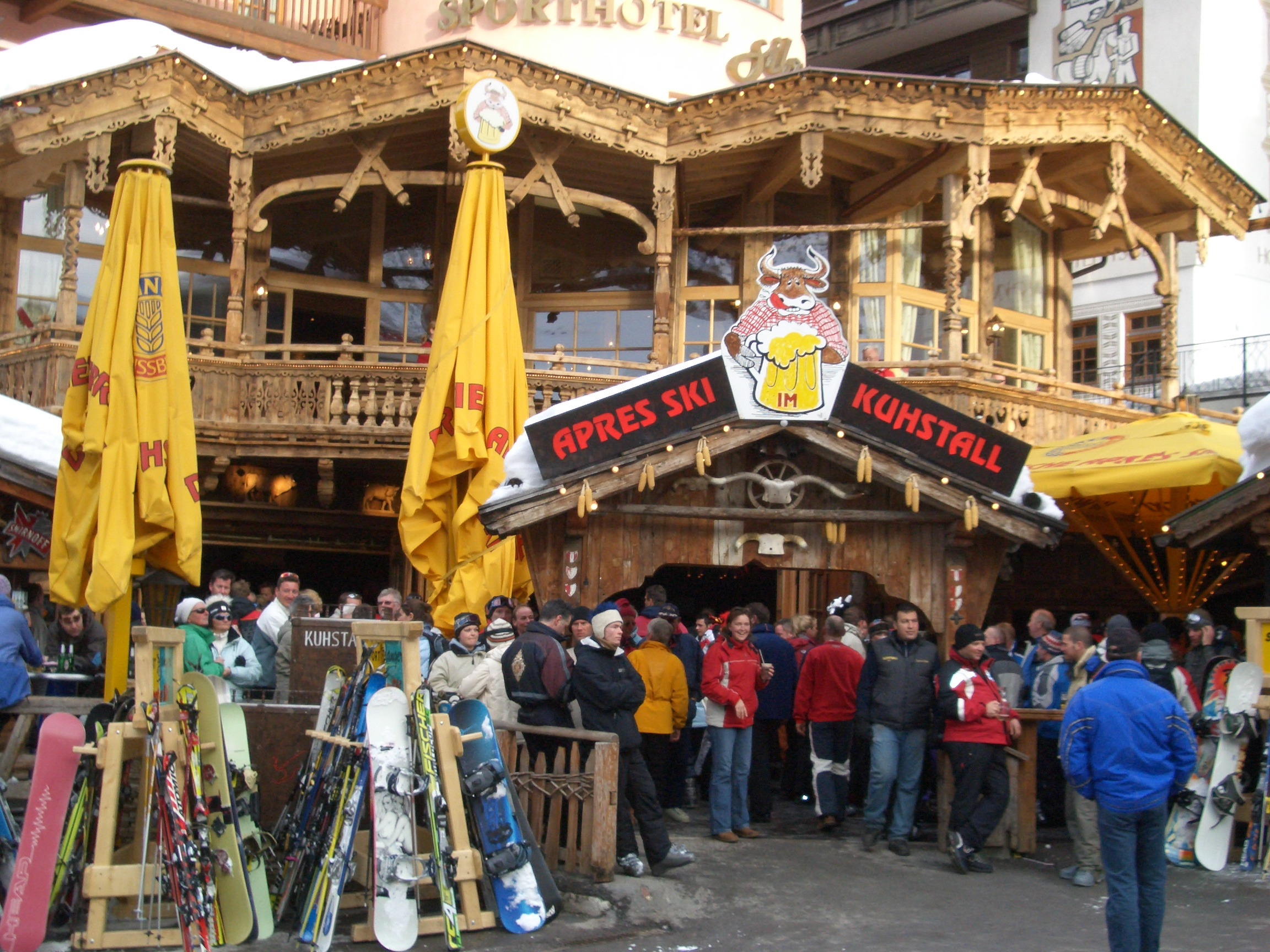
En after ski-bar i Ischgl i Österrike.

Afterski (av engelska: after ski, "efter skidåkning"), ibland efterskida (slang), är offentliga nöjesaktiviteter som erbjuds på många skidorter efter vinteraktiviteter såsom snowboardåkning och alpin skidåkning. Det innefattar alltifrån festande till avkoppling i syfte att skapa trivsel och gemenskap bland skidortens personal och gäster. Vanligen serveras varma och kalla drycker, och förekommer levande musik.
Termen after ski används främst i Skandinavien (en pseudo-anglicism). I Alperna och även på engelska används istället den franska termen après-ski.[källa behövs] Uttrycket började användas i början av 1900-talet.[källa behövs]
Enligt Nationalencyklopedin kan after ski även syfta på en särskild inomhusklädsel som bärs efter skidåkning och var på modet i Europa och USA under 1950-talet.